# Geniemuseum
Het Geniemuseum is een museum gericht op de genie en behoort tot de Stichting de Historische Genieverzameling (SHGV) gevestigd op de Van Brederodekazerne in Vught. De genie is een militaire organisatie gespecialiseerd in gevechtsondersteuning, constructies en gevaarlijke stoffen binnen de Koninklijke Landmacht. Het museum geeft met zijn gezamenlijke deelcollecties (zowel statisch, rijdend en varend) een beeld van de beleving en kernwaarden binnen het Regiment Genietroepen.
Het museum is sinds 1969 gevestigd in gebouw K. de voormalige keuken van Kamp Vught een concentratiekamp uit de Tweede Wereldoorlog. In 2005 is een dependance ingericht in de haven van Fort Crèvecoeur te Hedel als ligplaats voor Rijksvaartuig (RV) 29. Dit vaartuig maakte tot en met 2004 deel uit van de Vaar- en Duikerschool van de genie en is nu onderdeel van de varende deelcollectie van het museum. De dependance ligt op militair oefenterrein en is niet toegankelijk. Sinds 2021 is de museumruimte van gebouw K uitgebreid met het naastgelegen voormalig Provinciaal Militair Commando Noord-Brabant (PMC-NBr). Een uit 1981 daterende militaire bunker uit de ‘Koude Oorlog’, die opnieuw authentiek wordt ingericht.
Het Geniemuseum geeft op allerlei manieren een indruk van het verleden, heden en toekomst van het Regiment Genietroepen. Hiervoor werkt men met een thematische indeling, waarbij mens, materiaal en materieel centraal staan. De nauwe band met het regiment wordt benadrukt doordat het museum ook de functie heeft als ‘Huis van het Regiment’. Dit uit zich onder andere in de vele militaire regimentsceremonieën en ander bijzondere gelegenheden, die in het Geniemuseum worden gehouden.  

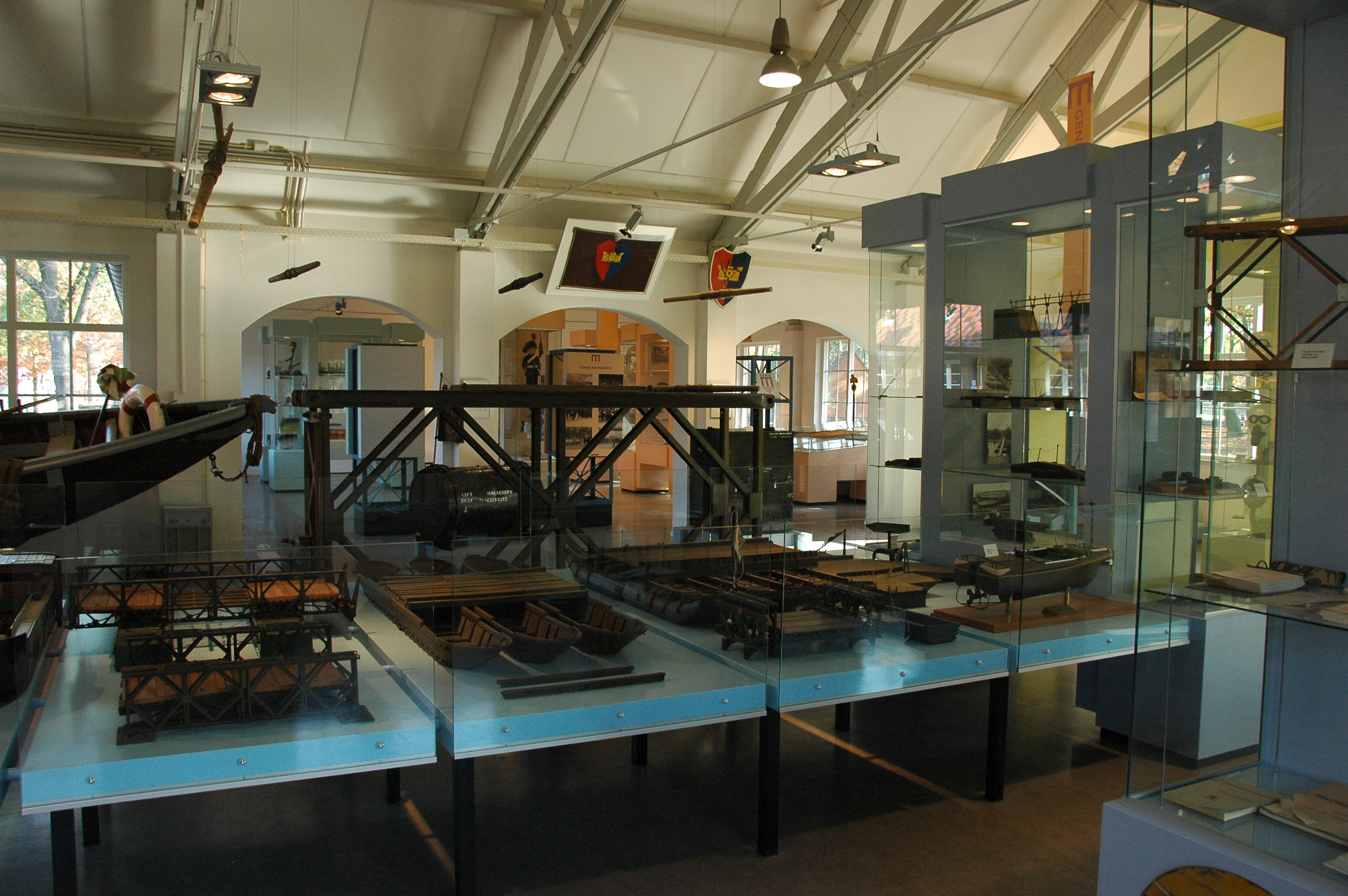
Interieur Geniemuseum
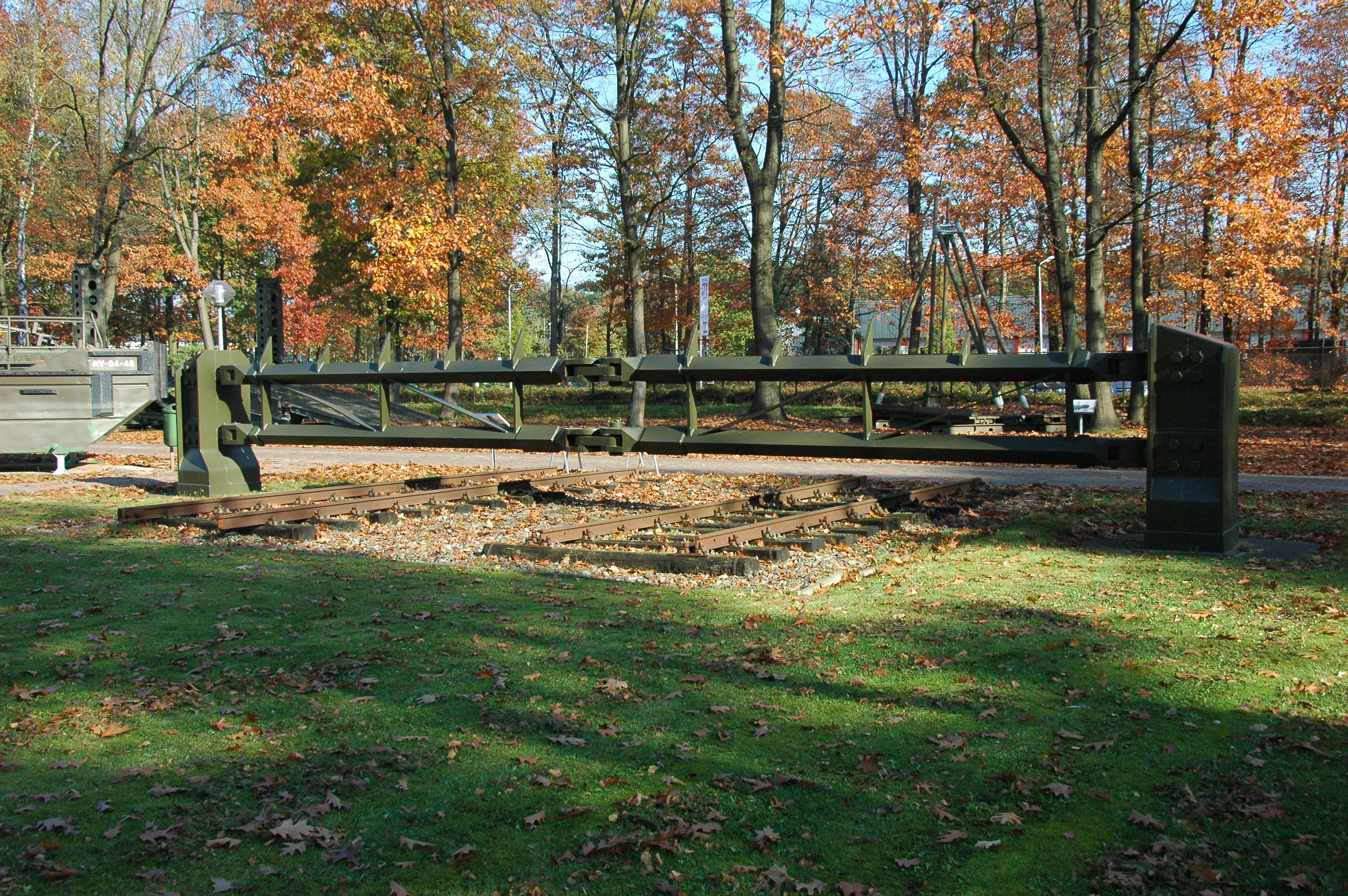
Pantserhek
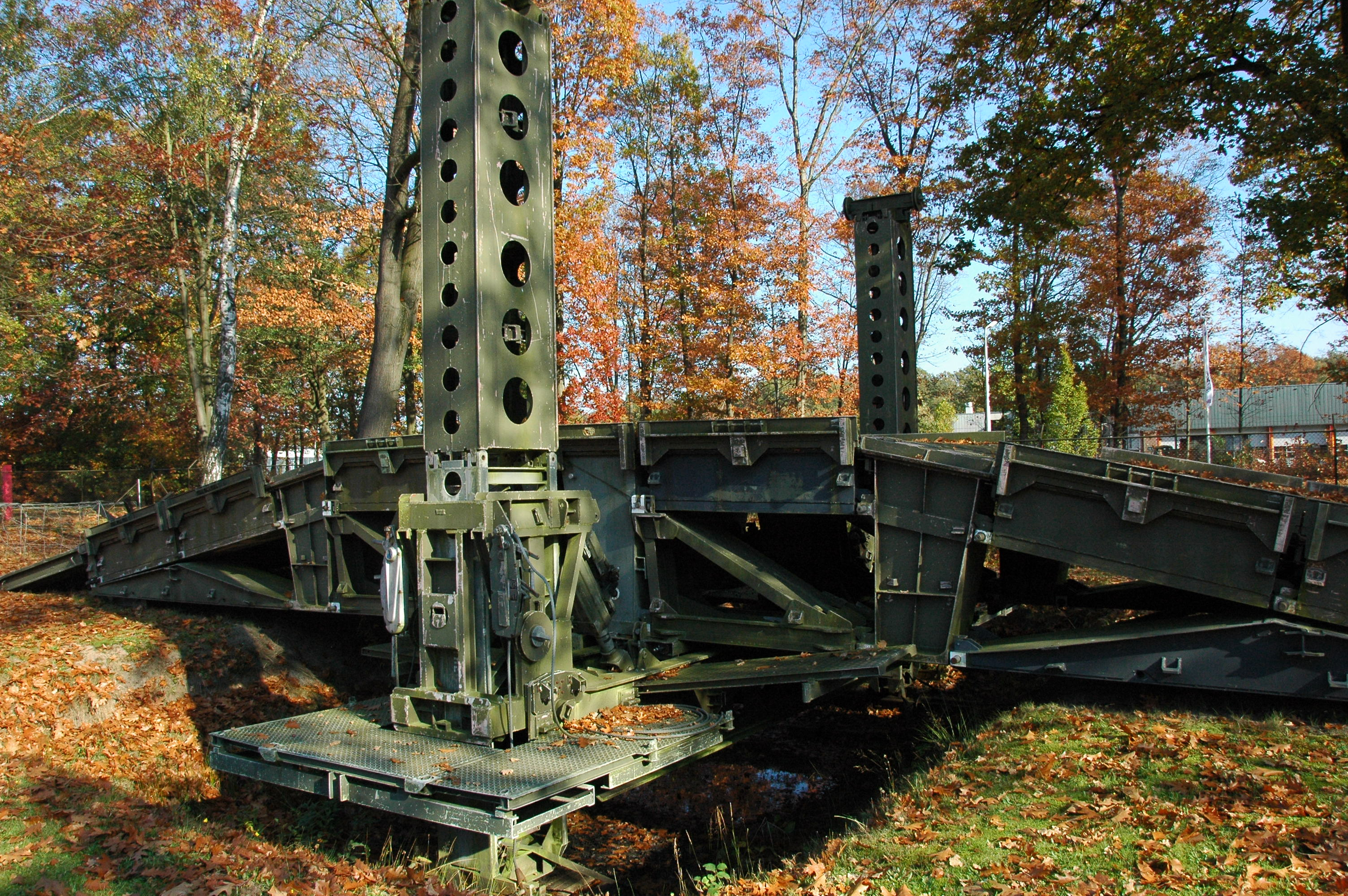
Medium Girder Bridge
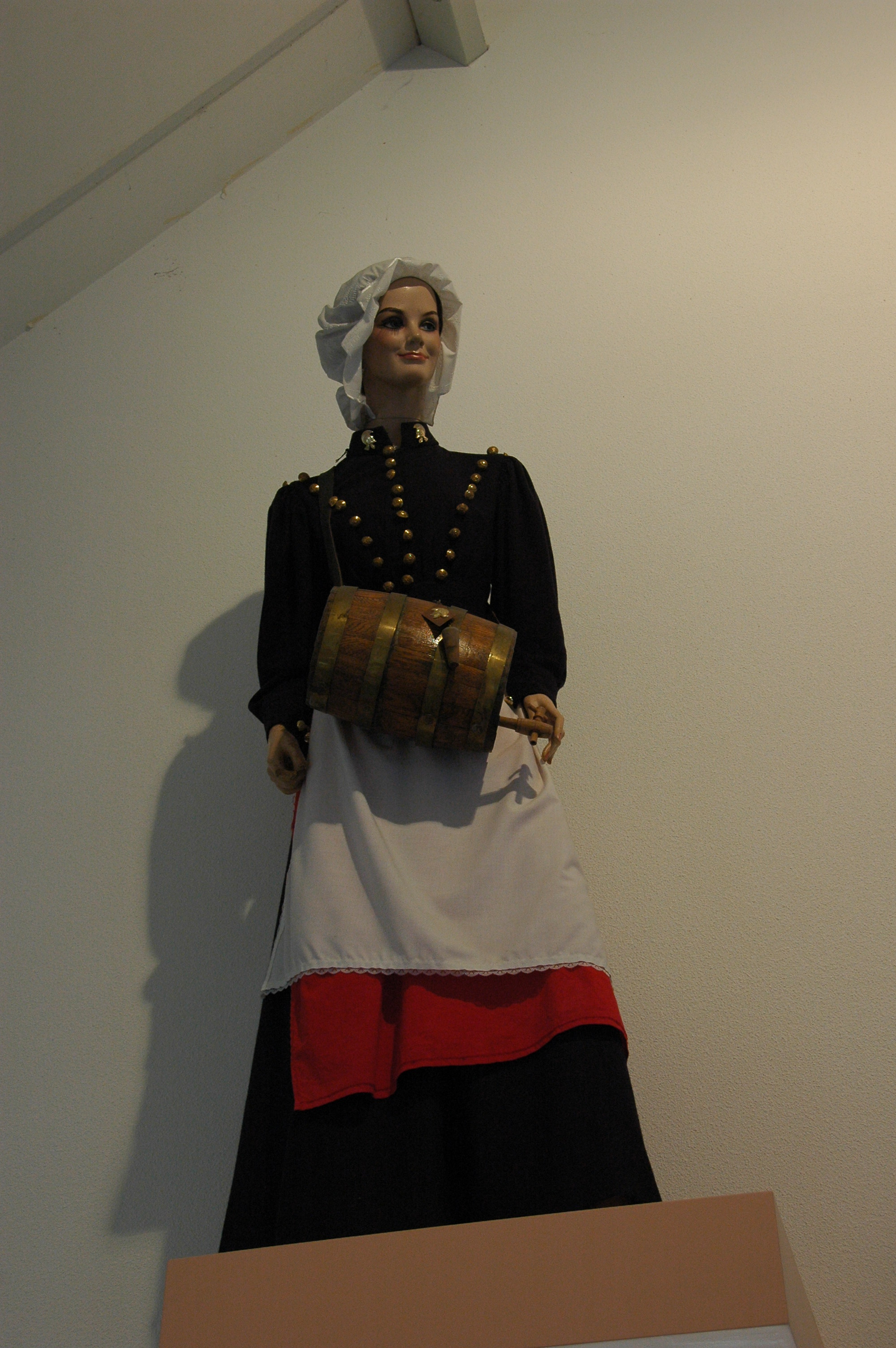
Marketentster